# ويليام جاي باين
ويليام جاي باين (بالإنجليزية: William J. Bain)‏ هو مهندس معماري أمريكي، ولد في 27 مارس 1896 في نيو ويستمينيستر في كندا، وتوفي في 22 يناير 1985.